# José María Fernández-Ladreda y Menéndez-Valdés
José María Fernández-Ladreda y Menéndez-Valdés, comte consort de San Pedro (Oviedo, 14 de març de 1885 - Bobes, Siero, 20 de setembre de 1954) fou un militar i polític asturià. No s'ha de confondre amb Baldomero Fernández Ladreda.

## Biografia
Era fill de un militar, i després d'estudiar el batxillerat a Oviedo el 1903 va ingressar en l'Acadèmia d'Artilleria de Segòvia, on es va graduar el 1908 com a tinent primer. El 1908 fou destinat a Valladolid i el 1909 a Melilla.
El 1910 fou designat professor ajudant de l'Acadèmia d'Artilleria de Segòvia. Interessat per les ciències, el 1911 va col·laborar en la redacció de Química del Carbono i d'un Tratado elemental de Química general aplicada que esdevingué llibre de text de l'Acadèmia. Ascendit a capità el 1914, el 1915 va ser destinat al Taller de Precisions, Laboratori i Centre Electrotècnic d'Artilleria. El 1917 va rebre la Creu de primera classe del Mèrit Militar per Pólvoras y explosivos modernos, amb col·laboració del capità Martínez Vivas (com els seus anteriors texts).
El 1919 va marxar comissionat als Estats Units per ampliar estudis. Quan va tornar va demanar l'excedència a l'Exèrcit i el 1924 es va llicenciar en Ciències Químiques per la Universitat d'Oviedo. El mateix any, en plena Dictadura de Primo de Rivera fou nomenat alcalde d'Oviedo pel dictador, però el 1926 fou destituït i bandejat per participar en una protesta dels seus antics companys de l'arma d'artilleria. Durant la seva gestió municipal es van fer diverses obres d'infraestructura. El 1927 va tornar a l'Exèrcit i va escriure diversos treballs sobre química, electroanàlisi i metal·lúrgia.
Després de la proclamació de la Segona República Espanyola es va trobar novament en situació d'excedència militar. Aleshores es bolcà en la política organitzant la secció asturiana de la CEDA, partit amb el qual fou elegit diputat per Oviedo a les eleccions generals espanyoles de 1933 i 1936.
El cop d'estat del 18 de juliol de 1936 el va sorprendre a Oviedo, on es van imposar els colpistes dirigits pel general Antonio Aranda. Quan la ciutat fou assetjada per les tropes republicanes recuperà el seu gran de comandant i va organitzar un batalló de voluntaris, conegut com a Batallón Fernández Ladreda. Durant la guerra civil espanyola va exercir diversos càrrecs tècnics, com a director de la fàbrica d'armes de La Vega, cap de fabricació de la d'Oviedo i cap de la Secció d'Armament i Material de l'Exèrcit. Després del conflicte fou Director de l'Esola Politècnica de l'Exèrcit.
Des de 1943 fins a la seva mort el 1954 fou procurador en Corts. Fou nomenat ministre d'Obres Públiques en el 5è govern de l'Espanya Franquista, i es va mantenir en el càrrec fins a juliol de 1951. El 1952 fou nomenat Director General de Material i Armament del Ministeri de l'Exèrcit, vocal del Patronat "Juan de la Cierva" del CSIC i president d'Honor de l'Asociación Nacional de Químicos de España. El 1950 fou nomenat Fill Adoptiu de Segòvia.